# Каланчак (станція)
Каланчак (до 1959 року —  Колончак) — проміжна залізнична станція 5-го класу Херсонської дирекції Одеської залізниці на лінії Вадим — Херсон між станціями Новокиївка (15 км) та Вадим (13 км). Розташована у смт Мирне Скадовського району Херсонської області.

## Історія
Станція відкрита 1944 року. Первинна назва станції — Колончак, сучасна назва — з 1959 року. 

## Пасажирське сполучення
На станції Каланчак зупиняються приміські поїзди сполученням Херсон — Вадим.